# Dvärgbjörkrullvecklare
Dvärgbjörkrullvecklare (Epinotia indecorana) är en fjärilsart som först beskrevs av Zetterstedt 1839.  Dvärgbjörkrullvecklare ingår i släktet Epinotia, och familjen vecklare. Arten är reproducerande i Sverige.